# باشگاه فوتبال اتلتیکو سن لوئیس
باشگاه اتلتیکو د سن لوئیس که معمولاً با نام اتلتیکو سن لوئیس شناخته می‌شود، یک باشگاه فوتبال حرفه‌ای مکزیکی مستقر در سن لوئیس پوتوسی است که پس از جابجایی، جایگزین تیم لیگ مکزیکی سن لوئیس شد. سن لوئیس در سال ۲۰۱۹ به لیگ مکزیک صعود کرد.

## معاهده با اتلتیکو مادرید
در ۱۶ مارس ۲۰۱۷ اتلتیکو مادرید مالکیت ۵۰ درصدی باشگاه را به همراه ایالت سن لوئیس و سایر مالکان اقلیت اعلام کرد. هدف این بود که اتلتیکو مادرید استعدادهای باشگاهی خود را به سن لوئیس برساند. انتظار می‌رفت این باشگاه برای فصل ۱۸–۲۰۱۷ در دسته دوم مکزیک شرکت کند.